# Dreamspeaker
Dreamspeaker es el tercer álbum de estudio del flautista estadounidense Tim Weisberg. Fue publicado en diciembre de 1973 a través de A&M Records.

## Recepción de la crítica
Un escritor no especificado de la revista Cash Box declaró: “Como señala tan apropiadamente la portada, Tim es de hecho una torre de poder de flauta, y su último álbum en A&M lo demuestra varias veces. La canción que da nombre al álbum es una de las piezas para flauta más bonitas que hemos escuchado, con Tim interpretando con un estilo tan dulce que es difícil creer que el hombre y su flauta sean entidades separadas. «Night Watch», «Six O'Clock in the Morning», «Bullfrog», «Castile» y «Scrabble» (X,Y,Z) son cortes maravillosos que te arrastran inexorablemente a sus dimensiones más internas. De hecho, la capacidad de Tim para dar forma musical a texturas emocionales es la piedra angular de este excelente LP”.

## Lista de canciones
Lado uno
1. «Dreamspeaker» – 3:20
2. «Do Dah» – 3:00
3. «Night Watch» – 3:23
4. «Scrabble X» – 1:32
5. «Scrabble Y» – 4:25
6. «Scrabble Z» – 1:59

Lado dos
1. «Killing Me Softly with His Song» – 3:04
2. «Night for Crying» – 3:46
3. «Six O'Clock in the Morning» – 3:42
4. «Bullfrog» – 2:32
5. «Castile» – 5:00

## Créditos y personal
Créditos adaptados desde las notas de álbum de Dreamspeaker.
| Lado uno 1. «Dreamspeaker» - Tim Weisberg – flauta 2. «Do Dah» - Tim Weisberg – flauta - Lynn Blessing – órgano - Jim “Bruiser” Krueger – guitarra - Doug “Bugsy” Anderson – bajo eléctrico, guitarra rítmica - Rick Jaeger – batería - Milt Holland – pandereta 3. «Night Watch» - Tim Weisberg – flauta - Lynn Blessing – órgano - Jim “Bruiser” Krueger – guitarra - Doug “Bugsy” Anderson – bajo eléctrico, guitarra rítmica - Rick Jaeger – batería - Milt Holland – pandereta 4. «Scrabble X» - Tim Weisberg – flauta - Lynn Blessing – órgano - Jim “Bruiser” Krueger – guitarra - Doug “Bugsy” Anderson – bajo eléctrico - Rick Jaeger – batería 5. «Scrabble Y» - Tim Weisberg – flauta - Lynn Blessing – piano - Jim “Bruiser” Krueger – guitarra - Doug “Bugsy” Anderson – bajo eléctrico, guitarra rítmica - Rick Jaeger – batería 6. «Scrabble Z» - Tim Weisberg – flauta - Lynn Blessing – órgano - Jim “Bruiser” Krueger – guitarra - Doug “Bugsy” Anderson – bajo eléctrico - Rick Jaeger – batería | Lado dos 1. «Killing Me Softly With His Song» - Tim Weinberg – flauta alto, flauta, flauta bajo, flauta mi bemol - Mike Melvoin – piano eléctrico - John Pisano – guitarra - Larry Knechtel – bajo eléctrico - Jim Gordon – batería, percusión 2. «Night for Crying» - Tim Weinberg – flauta, flauta alto - Lynn Blessing – vibráfono, sintetizador ARP - Jim “Bruiser” Krueger – guitarra - Mike Melvoin – órgano - Larry Knechtel – bajo eléctrico - Jim Gordon – batería 3. «Six O'Clock in the Morning» - Tim Weinberg – flauta - Lynn Blessing – órgano, vibráfono - Jim “Bruiser” Krueger – guitarra - Larry Knechtel – bajo eléctrico - Mike Melvoin – piano - Jim Gordon – batería - Milt Holland – percusión 4. «Bullfrog» - Tim Weinberg – flauta, flautín - Jim “Bruiser” Krueger – guitarra - Mike Melvoin – piano - Chuck Rainey – bajo eléctrico - Jim Gordon – batería - Milt Holland – percusión 5. «Castile» - Tim Weinberg – flauta - Mike Melvoin – piano - Larry Knechtel – bajo eléctrico - Jim Gordon – batería - Milt Holland – flautín, caja - Bob Alcivar – arreglos |

Personal técnico
- Dick Bogert – productor, ingeniero de audio
- Lynn Blessing – asesora musical
- Roland Young – director artístico
- Brian Hagiwara – diseño de portada, fotografía
- Kenneth McGowan – diseño de portada, fotografía

## Posicionamiento
| Gráfica (1974)                              | Pico de posición |
| ------------------------------------------- | ---------------- |
| Estados Unidos (Billboard Top LPs & Tape)   | 160              |
| Estados Unidos (Record World Album Chart)   | 147              |
| Estados Unidos (Record World Jazz LP Chart) | 21               |